# December
Der December war der Vorläufer des heutigen Monats Dezember und anfangs der zehnte Monat des altrömischen Kalenders. Er ist nach dem lateinischen Wort decem für „zehn“ benannt. 
Im Jahr 153 v. Chr. wurde der Jahresbeginn auf den 1. Januar verlegt, sodass der Monat December im Amtsjahr an die zwölfte und letzte Stelle rückte. 

## Tage des December im Julianischen Kalender
Der Julianische Kalender ist wie der heutige Gregorianische ein Sonnenkalender, bei dem der December 31 Tage hat. Der römische Kalender war ein gebundener Mondkalender, bei dem der December noch 29 Tage hatte.
| Dezember | December                      | December (Langform)                                  |
| -------- | ----------------------------- | ---------------------------------------------------- |
| 1        | Kalendae (Kalenden)           | Kalendis Decembribus                                 |
| 2        | IV a.d. Nonas                 | ante diem IV (quartum) Nonas Decembres               |
| 3        | III a.d. Nonas                | ante diem III (tertium) Nonas Decembres              |
| 4        | Pridie Nonas                  | pridie Nonas Decembres                               |
| 5        | Nonae (Nonen)                 | Nonis Decembribus                                    |
| 6        | VIII a.d. Idus                | ante diem VIII (octavum) Idus Decembres              |
| 7        | VII a.d. Idus                 | ante diem VII (septimum) Idus Decembres              |
| 8        | VI a.d. Idus                  | ante diem VI (sextum) Idus Decembres                 |
| 9        | V a.d. Idus                   | ante diem V (quintum) Idus Decembres                 |
| 10       | IV a.d. Idus                  | ante diem IV (quartum) Idus Decembres                |
| 11       | III a.d. Idus                 | ante diem III (tertium) Idus Decembres               |
| 12       | Pridie Idus                   | pridie Idus Decembres                                |
| 13       | Idus (Iden)                   | Idibus Decembribus                                   |
| 14       | XIX a.d. Kalendas Ianuarias   | ante diem XIX (undevicesimum) Kalendas Ianuarias     |
| 15       | XVIII a.d. Kalendas Ianuarias | ante diem XVIII (duodevicesimum) Kalendas Ianuarias  |
| 16       | XVII a.d. Kalendas Ianuarias  | ante diem XVII (septimum decimum) Kalendas Ianuarias |
| 17       | XVI a.d. Kalendas Ianuarias   | ante diem XVI (sextum decimum) Kalendas Ianuarias    |
| 18       | XV a.d. Kalendas Ianuarias    | ante diem XV (quintum decimum) Kalendas Ianuarias    |
| 19       | XIV a.d. Kalendas Ianuarias   | ante diem XIV (quartum decimum) Kalendas Ianuarias   |
| 20       | XIII a.d. Kalendas Ianuarias  | ante diem XIII (tertium decimum) Kalendas Ianuarias  |
| 21       | XII a.d. Kalendas Ianuarias   | ante diem XII (duodecimum) Kalendas Ianuarias        |
| 22       | XI a.d. Kalendas Ianuarias    | ante diem XI (undecimum) Kalendas Ianuarias          |
| 23       | X a.d. Kalendas Ianuarias     | ante diem X (decimum) Kalendas Ianuarias             |
| 24       | IX a.d. Kalendas Ianuarias    | ante diem IX (nonum) Kalendas Ianuarias              |
| 25       | VIII a.d. Kalendas Ianuarias  | ante diem VIII (octavum) Kalendas Ianuarias          |
| 26       | VII a.d. Kalendas Ianuarias   | ante diem VII (septimum) Kalendas Ianuarias          |
| 27       | VI a.d. Kalendas Ianuarias    | ante diem VI (sextum) Kalendas Ianuarias             |
| 28       | V a.d. Kalendas Ianuarias     | ante diem V (quintum) Kalendas Ianuarias             |
| 29       | IV a.d. Kalendas Ianuarias    | ante diem IV (quartum) Kalendas Ianuarias            |
| 30       | III a.d. Kalendas Ianuarias   | ante diem III (tertium) Kalendas Ianuarias           |
| 31       | Pridie Kalendas Ianuarias     | pridie Kalendas Ianuarias                            |